# Herbita aemula
Herbita aemula là một loài bướm đêm trong họ Geometridae.